# 突発性発疹
突発性発疹（とっぱつせいほっしん, 英: Roseola, exanthema subitum）は、ヒトヘルペスウイルス6型(HHV-6)感染による感染症である。一部、ヒトヘルペスウイルス7型(HHV-7)によるものも存在する。「小児ばら発疹」、「偽性風疹」、「突発疹」、「突発性発疹症」、「第六病」（だいろくびょう、英: sixth disease）とも呼ばれる、1910年に初めて報告され1988年に病原体が、ヒトヘルペスウイルス6型であることが突き止められた。
医学が発展していなかった時代には原因不明の乳幼児の急な発熱が「知恵熱」と呼ばれたが、その原因の多くが実際には突然の高熱と解熱後の発疹を特徴とする突発性発疹であると考えられている。

## 原因

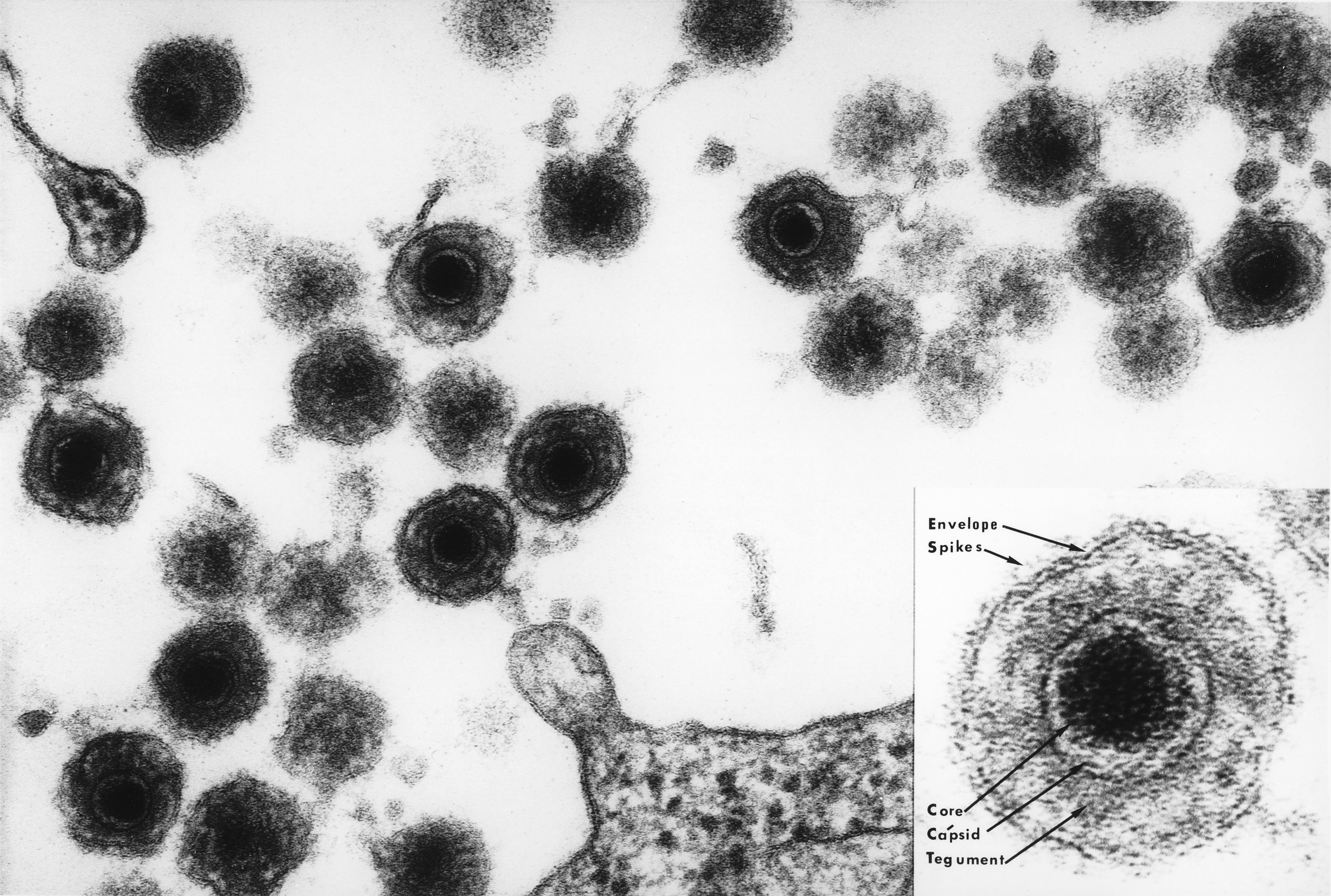
ヒトヘルペスウイルス6型

一般的にヒトヘルペスウイルス6 (HHV-6)が原因であるが、乳児の場合はヒトヘルペスウイルス7 (HHV-7)が原因の場合がある。 一般的に無症状の感染者の唾液を介して感染が広がる。ただし、妊娠中の母親から胎児に感染する場合もある。診断は一般的に症状に基づいておこなわれるが、血液検査によって確認される。また、白血球数の減少がみられる場合もある。
ヒトヘルペスウイルス6型または7型初感染による。感染源は主に家族からの水平感染と考えられる。
突発性発疹罹患後、ウイルスは唾液腺の細胞などに潜伏感染し、生涯持続する。一方で感染症に対しては終生免疫を得る。二度罹患した場合は1度目が6型、2度目が7型である場合が多い。
水痘・帯状疱疹ウイルスと違い再活性化はまれであるが、起こった場合には重症となりうる。潜伏感染したウイルスは断続的に主に唾液中に排泄され、水平感染を起こす。

## 病態
ウイルス感染後の潜伏期間は10-14日程度と考えられている。発熱の2日程度前から、血液中にウイルスを検出できる。発熱の期間は3-4日間で、その後は血中に中和抗体が出現し、ウイルスは検出できなくなる。唾液腺細胞のほか、単球やマクロファージなどにもウイルスが潜伏感染すると考えられている。神経系への親和性が高く、熱性痙攣患者の髄液中にHHV-6のDNAを検出できることも多い。
好発年齢は4ヶ月から1歳で0歳と1歳が99%を占め、症状が現れない不顕感染は 20%-40%とされる。季節との関連性はみられない。HHV-6のほうがHHV-7よりも初感染は早い傾向がある。

## 症状・疫学
ほとんどが3歳までに感染、発症する。症状が見られない場合もあれば、典型的な急な発熱の後に発疹がでるなど、さまざまである。一般的に、発熱は3日から5日続き、発疹は通常ピンク色で持続期間は3日未満である。合併症には、熱性けいれんなどがあげられ、重度の合併症はまれである。
3-4日の有熱期の後、解熱するとともに全身に発疹が出現する。発疹は小豆大程度までの浮腫性紅斑（わずかに盛り上がった紅い発疹）であり、教科書的には癒合傾向を示さないとされているが、実際には多少癒合している症例が珍しくない。発疹は3-4日で瘢痕を残さず治癒する。色素沈着も残さない。
39-40℃の突然の発熱で発症する。概して全身状態は良好である。発熱時に、軽度の咳や下痢を伴うことがある。中枢神経に感染しやすく、日本人では10%ほどが熱性痙攣を合併する（日本人は欧米人と比べ、熱性痙攣が多いことが疫学調査で明らかになっている）。大泉門の膨隆はさらに多いが、重篤な神経症状を起こすことはまれである。欧米人のHHV-6初感染では発熱のみで発疹がみられないことが多いと報告されており、この差が人種差によるものか生活習慣や環境の差によるものかの検討が必要である。

## 検査
白血球増多はみられず、CRP上昇もないか、あっても極軽度である。極軽度のトランスアミナーゼ上昇がみられることがある。
ウイルス感染に対する一般的な検査法は、血清抗体価測定である。HHV-6,7各々に、IgG,IgM抗体を測定できる。IgM陽性でIgG陰性ならば初感染を意味し、IgM陰性でIgG陽性の場合は、既に感染したことがあり免疫ができている。
患者血液からウイルス分離またはウイルスDNAを検出することができるが、一般的には行われない。しかしDNA検出(PCR)は迅速に結果が得られるため、造血幹細胞移植後など免疫不全状態の患者や臓器移植後のHHV-6再活性化症候群のように重篤なHHV-6感染症では、有力な検査となる。
重症の熱性痙攣や脳炎などで髄液を採取した場合、髄液からのDNA検出により中枢神経感染を証明できる可能性が高い。

## 合併症
- 熱性痙攣: 日本人の場合、約10%に熱性痙攣の合併がみられる。ほとんどは5分以内におさまり、後遺症を残さない。

- 脳炎: 発熱中、または解熱して発疹が出現したあとに、意識障害や痙攣の群発（繰り返し起こる痙攣）、重積（30分以上止まらない痙攣）で発症する。髄液細胞数は正常ないし軽度の増加にとどまるが、髄液中にウイルスDNAを検出できることが多い。数日の間痙攣を反復した例でも予後良好であることがある一方、致死的であったり重症後遺症となる例も報告されており、突発性発疹に伴う脳炎の予後を予測するのは困難である。ウイルスが直接中枢神経系に侵入している（一次性脳炎）例のほか、感染後の免疫反応により中枢神経が障害される（二次性脳炎）例が存在すると考えられている。

- そのほか、まれにではあるが劇症肝炎、血球貪食症候群、心筋炎など重篤な合併症の報告がある。
- 造血幹細胞移植後の患者や臓器移植後の患者など免疫抑制状態にある患者で、HHV-6の再活性化による中枢神経系疾患症状が出現することがある。発熱、発疹、多臓器不全、ショックなど重篤な症状がみられる危険な合併症である。

## 予防・治療
ワクチンがないため予防法はないが、基本的には予後良好な疾患であり、特異的な治療は必要がない。
治療は、対症療法として、十分な水分補給、解熱剤の投与などである。熱性痙攣も、数分内におさまって意識が回復する場合には心配がない。免疫の弱い患者にはガンシクロビルが使用される場合がある。ほぼ全ての人がある時点で感染している。男女共に同じ頻度で感染する。免疫が低下している人は再発症することがあり、重度の合併症を引き起こすことがある。脳炎などの重篤な合併症があり、血清や髄液にウイルスDNAが証明される例では、ガンシクロビルやフォスカルネットの投与が考慮されるが、有効性についての科学的根拠は不十分である。

## 関連法規
感染症法に基づく4類感染症定点把握疾患である。